# Cheiracanthium vansoni
Cheiracanthium vansoni är en spindelart som beskrevs av Lawrence 1936. Cheiracanthium vansoni ingår i släktet Cheiracanthium och familjen sporrspindlar. Inga underarter finns listade i Catalogue of Life.